# You Only Live Twice (roman)
You Only Live Twice (Je Leeft Maar Tweemaal) is het twaalfde James Bondboek door Ian Fleming, en het laatste boek in de serie dat werd gepubliceerd voordat Fleming op 12 augustus 1964 zou overlijden. Het boek is tevens de afsluiter van de Blofeld-trilogie. In 1967 verscheen de verfilming van het boek, waarin echter weinig van het oorspronkelijke verhaal overbleef.
Het boek is in het Nederlands uitgebracht met de titel Je Leeft Maar Twee Maal.

## Verhaal
Sinds de moord op zijn vrouw Tracy (beschreven in het voorafgaande boek) is Bond een mentaal wrak, en dreigt zijn carrière naar de knoppen te gaan. M overweegt hem te ontslaan, maar besluit Bond toch nog een kans te bieden. Hij geeft Bond het nieuwe nummer 7777 en stuurt hem op een diplomatieke doch bijna onuitvoerbare missie naar Japan. Bond moet het hoofd van de Japanse inlichtingendienst, Tiger Tanaka, overhalen om informatie te verschaffen over een informant binnen de Sovjet-Unie. Tanaka toont zich uiteindelijk bereid om aan Bonds verzoek tegemoet te komen, onder de voorwaarde dat Bond afrekent met de geheimzinnige dr. Guntram Shatterhand. Deze heeft bij zijn Japanse kasteel een zogenaamde "Tuin des Doods" gemaakt, vol giftige planten, vulkanische modderpoelen en dodelijke dieren. De Tuin des Doods is een dusdanig populaire methode van zelfmoord aan het worden dat de Japanse overheid zich vernederd voelt. Dr. Shatterhand moet dus gestopt worden.
Als Bond een foto van Shatterhand te zien krijgt, herkent hij de man onmiddellijk als zijn oude vijand Ernst Stavro Blofeld, de moordenaar van Tracy. Bond houdt dit voor zich, omdat hij weet dat hij nu wraak kan nemen. Vermomd infiltreert Bond in een vissersdorp, middels een schijnhuwelijk met de voormalige filmster Kissy Suzuki. Na de nodige training kan Bond via het dorp makkelijk in Blofelds nabijgelegen kasteel binnenkomen. Daar wordt hij uiteindelijk betrapt en herkend.
Blofeld en Irma Bunt maken zich op om Bond te doden, maar onderschatten Bond, waarop er een tweegevecht tussen Bond en Blofeld uitbreekt. Bond wurgt Blofeld in blinde drift en sluit vervolgens de gasuitlaat af van een geiser die onder het kasteel ligt, zodat het kasteel door de druk ontploft. Bij zijn ontsnapping loopt Bond echter een ernstige hoofdwond op; men waant hem dood en plaatst een in memoriam, waarin de lezer veel over Bonds jeugd te weten komt.
Bond leeft echter nog, maar is zijn geheugen kwijt. Kissy, verliefd op Bond, heeft zijn identiteit voor hem geheim gehouden zodat hij bij haar blijft. Als Bond uiteindelijk op een stuk papier het woord Vladivostok ziet staan komt dit hem bekend voor, en besluit hij erheen te gaan in de hoop zijn geheugen terug te krijgen. Kissy heeft hem op dat moment nog niet verteld dat ze zwanger van hem is.